# Karl Andersson i Eliantorp
Karl Emil Andersson (i riksdagen kallad Andersson i Eliantorp), född 10 augusti 1869 i Risinge socken, Östergötlands län, död 29 oktober 1959 i Risinge, var en svensk hemmansägare och centerpartistisk riksdagspolitiker.
Andersson var ledamot av riksdagens andra kammare 1918–1920 och tillhörde från 1922 första kammaren, invald i Östergötlands läns valkrets. I rikdsdagen skrev han 21 egna motioner bl a om skattefrågor, exempelvis om krigskonjonkturskatten, om kristidslagarna och om sänkning av riksdagsmännens arvoden.